# Општина Галича (Валча)
Галича (рум. Galicea) општина је у Румунији у округу Валча.
Oпштина се налази на надморској висини од 205 m.